# Ranchitos Las Lomas
Ranchitos Las Lomas – jednostka osadnicza w Stanach Zjednoczonych, w stanie Teksas, w hrabstwie Webb.